# 香港学赈会青年回国服务团部旧址
香港学赈会青年回国服务团部旧址，位于中国广东省茂名市高州市城区西关路，为高州市文物保护单位，类型为近现代重要史迹及代表性建筑，公布时间为2000年11月1日。
香港学赈会青年回国服务团部旧址的历史年代为1939。